# Toño Torrecilla
Juan Antonio Montes Torrecilla, detto Toño Torrecilla (Morille, 25 febbraio 1964), è un ex calciatore spagnolo, di ruolo difensore.

## Biografia
Anche suo fratello Miguel Torrecilla ha giocato come calciatore professionista, militando anche nella Liga spagnola nel 1995-1996 con l'UD Salamanca.
Dopo il ritiro ha lavorato come direttore sportivo per diversi club spagnoli, tra cui il Real Saragozza.